# Vilkyškių pieninė
Vilkyškių pieninė (Вильки́шкю пе́нине) — литовская компания, занимающаяся производством молочных продуктов. Занимая около 15 процентов рынка сыров в Литве. По этому критерию компания занимает четвёртое место среди местных производителей. Центр предприятия располагается в местечке Вилькишкяй Пагегского самоуправления Таурагского уезда на западе Литвы.

## Деятельность
В 2005 году оборот предприятия составил свыше 26 млн. евро. Значительная доля продукции экспортируется в соседние страны, а также в Россию, Израиль и Венесуэлу.